# Spermophorides mammata
Spermophorides mammata là một loài nhện trong họ Pholcidae. Loài này được phát hiện ở Tây Ban Nha.